# علي خان ظهير الدولة
علي خان ظهير الدولة (بالفارسية: علی‌خان ظهیرالدوله) (29 أغسطس 1864 – 1924) هو سياسي وعالم إيراني من الدولة القاجارية شغل منصب وزير التشريفات في عهد ناصر الدين شاه وحكم عدة ولايات في البلاد، والده هو وزير العدلية محمد ناصر ظهير الدولة.